# Tomosvaryella inconspicus
Tomosvaryella inconspicus är en tvåvingeart som först beskrevs av Malloch 1912.  Tomosvaryella inconspicus ingår i släktet Tomosvaryella och familjen ögonflugor.
Artens utbredningsområde är Alberta. Inga underarter finns listade i Catalogue of Life.